# 刘宝镛
刘宝镛（1936年1月13日—），中国导弹总体设计专家。

## 生平
生于天津。1951年考入天津市第一中学。1958年毕业于北京大学数学力学系。中国航天科技集团公司第一研究院研究员。2001年当选为中国科学院院士。